# Walworth Castle

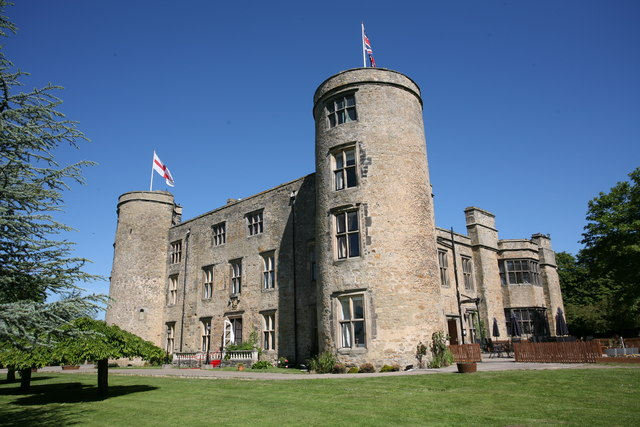
Walworth Castle

Walworth Castle ist ein Herrenhaus im Dorf Walworth in der Nähe von Darlington im englischen County Durham. Das um das Jahr 1600 von Architekt Thomas Holt für Thomas Jenison im Stil einer mittelalterlichen Burg gebaute Haus wurde von English Heritage als historisches Gebäude I. Grades gelistet. Es steht an der Stelle eines früheren Herrenhauses, bzw. einer Burg, aus dem 12. Jahrhundert in Besitz der Familie Hansard. Das Anwesen ging durch die Hände der Familien Ayscough, Aylmer, Hansard und Jenison. Im Zweiten Weltkrieg wurde es zum Kriegsgefangenenlager und danach ein Internat für Mädchen. Seit 1981 ist das Haus ein Hotel.

## Geschichte

### Die Familien Hansard und Ayscough
Das heutige Herrenhaus ersetzt ein früheres Herrenhaus oder eine Burg, die die Familie Hansard um 1150 bauen ließ. Es gibt aber keinerlei Beweise dafür, dass das Gebäude jemals Verteidigungszwecken diente. Der Titel auf die Burg fiel nach der Pest 1349 in die Hände des Hauses Neville, wurde aber von Robert Hansard 1391 wieder beansprucht. Die Burg fiel dann 1395 an Sir Richard Hansard, 1454 an dessen Sohn Richard, 1466 an dessen Enkel Richard, 1508 an Sir William Hansard, 1520 an Sir Williams kurzlebigen Sohn William und 1521 an seine Tochter Elizabeth Hansard (Williams Schwester). Im Jahre 1539 heiratete sie Sir Francis Ayscough, so kam die Burg in die Hände der Familie Ayscough. 1563 fiel die Burg an den Sohn der Eheleute, William Ayscough, aber, da es keine weiteren Erben gab, wurde die Burg verkauft.

### Die Familie Jenison
Etwa 1579 kaufte Thomas Jenison, Auditor General von Irland, die Grundherrschaft von
High Walworth von der Familie Ayscough. Die Grundherrschaft beinhaltete ein Herrenhaus oder eine mittelalterliche Burg auf dem Anwesen. Er ließ alles mit Ausnahme des mittelalterlichen Südwestturms abreißen und das heutige Herrenhaus bauen, dessen Baumaterialien sich heute noch als aus dem 16. Jahrhundert identifizieren lassen. Jenisons Architekt soll Thomas Holt gewesen sein. 1586 starb Jenison und seine Witwe Elizabeth (geborene Birch) erbte das Herrenhaus. Während sie das Herrenhaus in Besitz hatte, soll dort am 14. Mai 1603 König Jakob VI. von Schottland auf seiner Reise zu seiner Krönung als englischer König genächtigt haben. Man sagt, dass der König ihren Schwiegersohn George Freville als Lohn für die freigiebige Unterhaltung im Herrenhaus zum Ritter schlug. 1605 starb Elizabeth Jenison und ihr Sohn William Jenison erbte das Herrenhaus. Es verfiel langsam, da er dort nicht wohnte, weil er Schulden hatte und weil er 1610–1612 wegen seines katholischen Glaubens eingesperrt war. Die Jenisons waren eine streng katholische Familie. 1679 verkaufte Francis Jenison das Anwesen und emigrierte auf das europäische Festland, möglicherweise, weil 1678 Thomas Jenison wegen Verstrickung in die Papisten-Verschwörung zur Ermordung von König Karl II. angeklagt, von Titus Oates festgenommen und ins Newgate-Gefängnis geworfen wurde. Im Jahre 1681 wurde die Burg vom Rest des Anwesens abgetrennt und vom Court of Chancery an Robert Jenison vergeben. 1697 wurden Burg und Anwesen wieder vereint und Ralph Jenison kaufte das gesamte Anwesen für £ 6205. Im Jahre 1689 wurde die Burg wegen einer vermuteten Rebellion gegen die Protestanten William und Mary nach Waffen durchsucht. Ralph Jenison erbte die Burg 1704 im Alter von 10 Jahren. Er ließ sie später für viel Geld renovieren und starb dann hoch verschuldet, sodass die Burg erneut verkauft werden musste.

### Die Familien Stephenson, Harrison, Aylmer und Eade
1759 wurde das Herrenhaus für £ 16.000 an den Weinhändler Matthew Stephenson verkauft und dann 1775 an den Kaufmann John Harrison aus Newcastle. Dessen Tochter Ann heiratete Arthur Aylmer, einen Offizier der British Army im 68th Regiment of Foot, der später zum Lieutenant-General befördert wurde. So kam das Anwesen in die Familie Aylmer. Nach dem Tod von General Aylmer, der 1831 in Heighington begraben wurde, erbte John Harrison Aylmer das Herrenhaus. Er ließ das Dach reparieren und die früheren Soldatenstatuen an den Türmen durch Pfeiler mit Bällen darauf ersetzen, die aus der Ferne wie Statuen aussahen. Im Jahre 1868 aber fielen er, seine Gattin und der älteste Sohn der beiden dem Eisenbahnunfall von Abergele zum Opfer. Seine beiden jüngeren Söhne, Vivian (12 Jahre) und Edmund (9 Jahre) erbten dann das Herrenhaus. Vivian wurde High Sheriff of Durham und ein Trophäenjäger, der Somaliland erforschte und 1885 das Horn von Afrika umrundete. Er starb 1931; er und sein Bruder wurden in Caerleon begraben. Das Herrenhaus wurde dann an die Nachfahren von General Aylmer, Neville und Charles Eade, verkauft. Im Zweiten Weltkrieg, noch im Besitz der Gebrüder Eade, diente das Herrenhaus als Kriegsgefangenenlager für 200 Soldaten, auch deutsche und italienische Offiziere, unter dem Kommando von Major Rollin Holmes. 1950 kaufte das Durham County Council das Haus und richtete dort ein Mädcheninternat ein.

### Als Hotel
1981 verkaufte das Council das Herrenhaus wieder und John und Jennifer Wayne eröffneten darin ein Hotel. Im Jahre 2000 waren die Eigentümer Anita und Peter Culley und es wurde im selben Jahr erneut verkauft, zusammen mit dem dort lebenden Papageiweibchen (fälschlicherweise „Albert“ genannt). Die neuen Eigner, Rachel und Chris Swain, ließen das Haus 2000–2006 renovieren. Sie ließen ein Glasdach über dem Innenhof anbringen. Anita Culley brachte den Papagei 2003 zurück und er wurde im selben Jahr durch eine weitere Blaustirnamazone namens Barney ersetzt.

## Beschreibung

### Herrenhaus

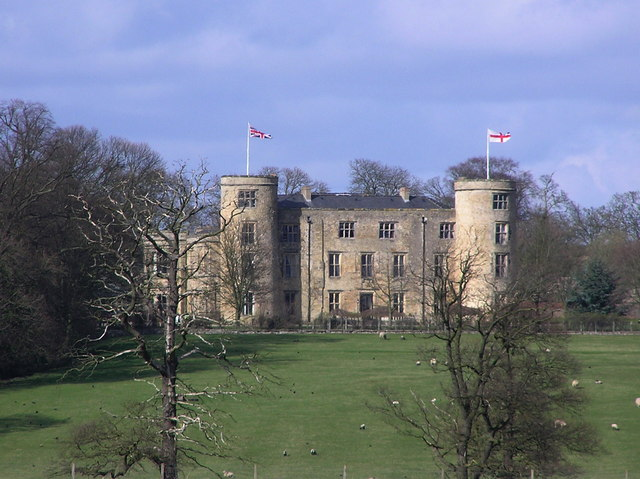
Südfassade von Walworth Castle

Diese „Burg“ im Tudorstil aus der Zeit um 1600 ist ein Herrenhaus aus teilweise wiederaufbereitetem Kalksteinschutt erbaut und das Dach ist mit walisischem Schiefer gedeckt. Der Westturm ist älter und besitzt Schießscharten, schmale, oben kleeblattförmige und gerundete Fenster. Das Hauptgebäude ist nach Süden ausgerichtet und hat fünf Joche und drei Stockwerke. Flankiert wird es von zwei vierstöckigen, runden Ecktürmen. Nördlich schließen sich ein Ost- und ein Westflügel an, sodass diese ursprünglich einen nach Norden offenen, quadratischen Innenhof bildeten. Anfang des 19. Jahrhunderts wurden an der Nordseite dieses Innenhofes einige weitere Gebäude angeschlossen, sodass der Innenhof heute geschlossen ist. Bis zum Anfang des 21. Jahrhunderts waren in die Gebäude bunte Glasfenster aus dem 17. Jahrhundert eingebaut, die dann ausgebaut wurden und heute im Bowes Museum zu sehen sind. 2002 fand man im Keller der Burg Steinfliesen unbekannten Datums. Eine Innenrenovierung fand 1740 statt, sodass man im Inneren heute wichtige Ausstattungsdetails aus der Mitte des 18. Jahrhunderts findet, wie z. B. palladianischen Stuck und Details aus dem Rokoko. 1864 wurde das Haupttreppenhaus neu aufgebaut und der Westflügel erhielt eine neue Fassade. Heute ist das gesamte Gebäude als historisches Gebäude I. Grades gelistet.

### Walworth Park
Das Parkland südlich von Walworth Castle war ursprünglich eingeschlossenes Fronhofland und es gibt heute noch Beweise für das Vorhandensein von Wölbäckern. Dieses Feldsystem könnte mit der verlorenen Siedlung Walworth bei North Farm in Verbindung stehen, aber man hat eine mögliche Einfriedung im Park, ganz in der Nähe, identifiziert. Dies bedeutet, dass es neben der verlorenen Siedlung bei der Burg bei North Farm eine weitere verlorene Siedlung, möglicherweise späteren Datums, gegeben haben könnte, oder dieselbe Siedlung war möglicherweise verstreut oder wurde verlegt. Am Südende des Parks gibt es Beweise für ein U-förmiges Erdwerk, das mit der möglichen Einfriedung zusammenhängen könnte.

### Anwesen
Nördlich des Herrenhauses befindet sich eine Gruppe von Gartenmauern aus seiner Mischung von Ziegeln und Steinquadern aus dem 19. Jahrhundert, mit Stein verkleidete Torrahmen mit pyramidenförmigen Spitzen und ein Gewächshaus, die ebenfalls als historisches Gebäude gelistet sind. Das glasierte, hölzerne Gewächshaus besitzt eine höhere, mittlere Sektion und zwei niedrigere Flügel. Eine Medaille, die offenbar zu Thomas Jenison, dem Erbauer der Burg aus dem 16. Jahrhundert gehört, wurde in den Jahren 1937–1938 während Verbreiterungsarbeiten an der Newton Lane gefunden. Sie wurde unter der Nordmauer des Anwesens gefunden und ein Bild einer Brücke und Thomas Jenisons Name waren darauf eingraviert. Die Castle Lodge und das zugehörige Tor im Neu-Tudorstil sind als historische Gebäude gelistet, weil den mittelalterlichen Stil mit Zinnen imitieren, um zur Burg zu passen. Lodge und Torrahmen sind beide mit Zinnen versehen und das einstöckige, L-förmige Gebäude besitzt Ecktürmchen und Bruchsteinmauern, die mit Werkstein verkleidet wurden. Hütten auf der Ostseite des Herrenhauses wurden als möglicher Standort des Kriegsgefangenenlagers im Zweiten Weltkrieg identifiziert. Die Gärten nördlich des Herrenhauses einschließlich des Gewächshauses gehörten nicht dem Eigentümer des Anwesens und wurden 2003 als Nutzgärten genutzt. Sie wurden 2010 erneut als separates Grundstück veräußert.

## Walworth Castle heute
Das Gebäude war in der Vergangenheit an National-Heritage-Wochenenden öffentlich zugänglich. Es gibt Geschichten über Geister im Herrenhaus und das Hotel hat sich diese an Halloween zunutze gemacht. Über das Restaurant gibt es etliche Zeitungskritiken und es erhielt 2002 drei Sterne vom RAC und vom AA (britische Automobilclubs). Es gab Probleme mit Einschränkungen im öffentlichen Nahverkehr zum Herrenhaus. 2001 wurde das Walworth Castle Hotel das 100. Mitglied des Darlington and District Business Club. Zur Feier des Goldenen Thronjubiläums von Elisabeth II. 2002 gab es im Herrenhaus eine Kinderfaschingsparty zu Wohltätigkeitszwecken. Daneben gab es weitere Wohltätigkeitsveranstaltungen im Herrenhaus, z. B. einen „Kofferraumverkauf“ 2002 oder eine Butterwick-Children's-Hospice-Veranstaltung 2003, bei denen auf der Bühne Wikinger-Plünderer gezeigt wurden. 2007 wurde die Burg am Abend des Valentinstages mit rosa Lichtern angestrahlt. 2008 lag die Burg an der Route des „Quäker-Triathlons“, der vom örtlichen Rotary Club als Wohltätigkeitsveranstaltung organisiert wurde. 2009 hielt das Darlington Education Village (vormals Haughton School) ihren offiziellen Ball auf der Burg ab. Außerdem dient das Gebäude als Wahllokal.